# Laoukein Kourayo Médard
Laoukein Kourayo Médard, (né vers 1957 à Moundou au sud du Tchad), est un homme politique et écrivain tchadien.

## Biographie
Ancien maire de la ville de Moundou et il a été le ministre d'État, ministre de la Transformation agricole du Tchad.

### Carrière politique
Il est membre fondateur du parti Convention Tchadienne pour la Paix et le Développement (CTPD).

## Littérature
- Moundou la Benjamine, 1er fragment de son histoire ;
- Plantes Médicinales et Soins à Notre Portée;
- Evitons et Soignons Certaines Maladies Graves Ou Simple Alimentation.